# Autographa aemula
Az Autographa aemula (németből fordított nevén: bojtos hölgymál ezüstbagoly) a rovarok (Insecta) osztályának a lepkék (Lepidoptera) rendjéhez, ezen belül a bagolylepkefélék (Noctuidae) családjához tartozó faj.

## Elterjedése
Főként a hegyvidékeken fordul elő, az Alpokban 1700 méter tengerszint feletti magasságig, a spanyol és a francia Keleti-Pireneusokban, a Kaukázusban és az Északkelet-Törökországban. A nedves területeket kedveli.

## Megjelenése
- lepke: szárnyfesztávolsága: 36–42 mm, az aranybaglyok alcsaládjának közepes méretű faja. Az első szárnyak színe sötétbarnától a világosbarnáig változhat. Fényes, csillogó ezüst, könnycsepp alakú folt díszíti a szárnyak közepét, amelyet egy sötétbarna folt vesz körül. A hátsó szárnyak színe világosbarna, a lepke teste szőrös.
- pete: kerek, citrom sárga, a hernyó kikelése előtt lilásbarnára változik .
- hernyó: zöld, hullámos fehér vonalak, széles sárga csíkok, fehér pontok színesítik
- báb: fekete

## Életmódja
- nemzedék: egy nemzedékes faj, júniustól augusztusig rajzik. A lárva telel át, a következő év tavaszán gubózik be.
- hernyók tápnövényei: a hernyók  alacsony növények leveleit fogyasztják, elsősorban Hieracium fajokat: Bojtos hölgymál (Hieracium villosum L.).

## Fordítás
- Ez a szócikk részben vagy egészben  a   Habichtskraut-Silbereule című német Wikipédia-szócikk fordításán alapul.  Az eredeti cikk szerkesztőit annak laptörténete sorolja fel. Ez a jelzés csupán a megfogalmazás eredetét és a szerzői jogokat jelzi, nem szolgál a cikkben szereplő információk forrásmegjelöléseként.